# (3115) Baily
(3115) Baily es un asteroide perteneciente al cinturón de asteroides, descubierto el 3 de agosto de 1981 por Edward Bowell desde la Estación Anderson Mesa (condado de Coconino, cerca de Flagstaff, Arizona, Estados Unidos).

## Designación y nombre
Designado provisionalmente como 1981 PL. Fue nombrado Baily en honor al astrónomo inglés Francis Baily.